# Fuente del Berro (fuente y viaje de agua)

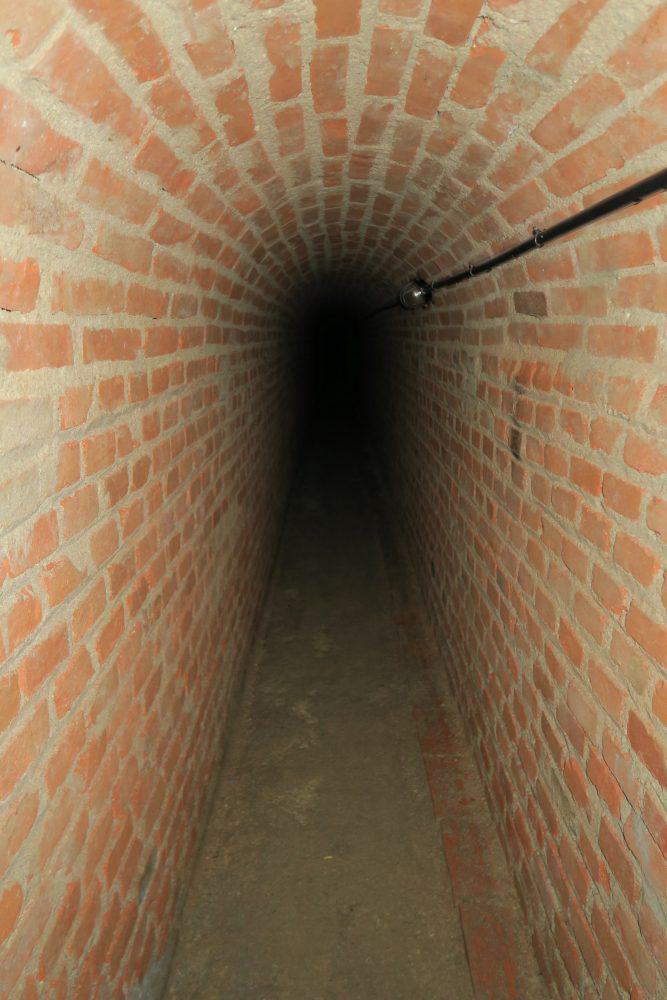
El Área de Gobierno de Medio Ambiente y Movilidad ha comenzado la restauración de varios tramos del Viaje de Agua de Fuente del Berro, en el distrito de Salamanca, con el fin de recuperar y mantener el patrimonio cultural de Madrid así como el aprovechamiento sostenible de los recursos hídricos del subsuelo procedentes de esta instalación arqueológica del.

La fuente del Berro es una pequeña fuente de la ciudad de Madrid que tomaba aguas del manantial situado en el parque que lleva su nombre, junto al puente de Ventas de la capital de España, en el lado oeste de la M-30. El acuífero, muy apreciado por los reyes de España a pesar de ser de “aguas gordas”, dio caudal al viaje de agua de la Fuente del Berro.
Ahora ya no es una fuente natural, sino un grifo del Canal de Isabel II.

## Historia
Las primeras menciones del manantial de la Fuente del Berro datan de 1470, y la habilitación de la fuente se sitúa en la primera mitad del siglo XVI. En esos terrenos se construyó la Quinta de Miraflores, encargada por Felipe IV en 1631, si bien el caño principal se mantuvo fuera de las tapias de la posesión, lo que al parecer provocó algunos conflictos y pleitos. Diferentes cronistas mencionan la fe que las familias de los Austrias españoles le tenían a esta fontana, hasta el punto de ordenar a sus aguadores que la trasportaran al Palacio del Buen Retiro, luego al nuevo Palacio Real e incluso a algunos palacios de verano, como el de Aranjuez.
Durante el reinado de Isabel II, dentro de las obras de canalización del agua potable a Madrid, que aún conservan su nombre, se instaló una bomba junto al Arroyo Abroñigal y se construyó un viaje de agua, desde el entorno de las Ventas del Espíritu Santo hasta el eje metropolitano formado por el paseo del Prado y el de Recoletos. A pesar de la gran afición del pueblo y sus reyes, era agua "gorda", dura, muy mineralizada y diferente a las aguas serranas finas del Canal del Lozoya. Aún se conserva en la pequeña calle de Peñascales, el caño de la fuente, ya sin conducción de agua, centrando un pequeño hemiciclo con bancos de piedra a los lados.